# 시티오브런던 경찰

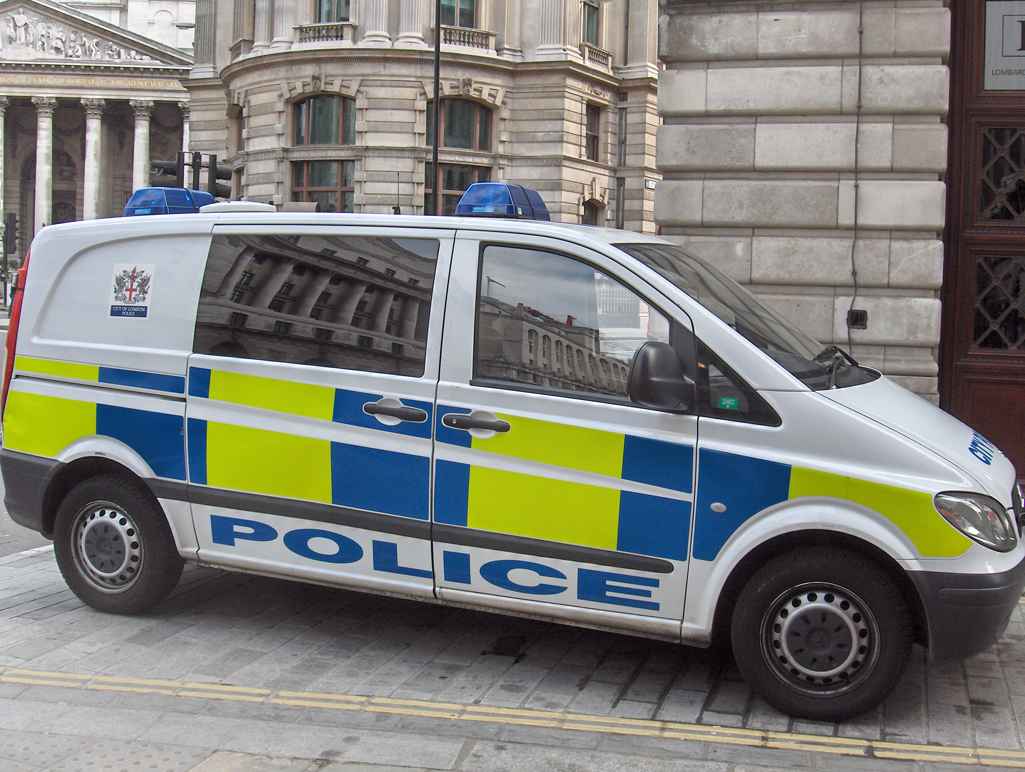
시티오브런던 경찰청의 경찰차

시티오브런던 경찰(City of London Police)은 영국 런던 시내의 시티오브런던 지역을 관할하는 경찰 조직이다. 시티오브런던 코퍼레이션의 관리하에 본부는 우드 스트리트 경찰서에 있다. 1839년 창설되었다.
광역경찰청은 그레이터 런던 전반을, 영국 철도경찰은 그레이터 런던의 내셔널 레일 및 런던 지하철을 각각 담당하는 조직으로서 시티오브런던 경찰과는 다르다.